# William Gillette

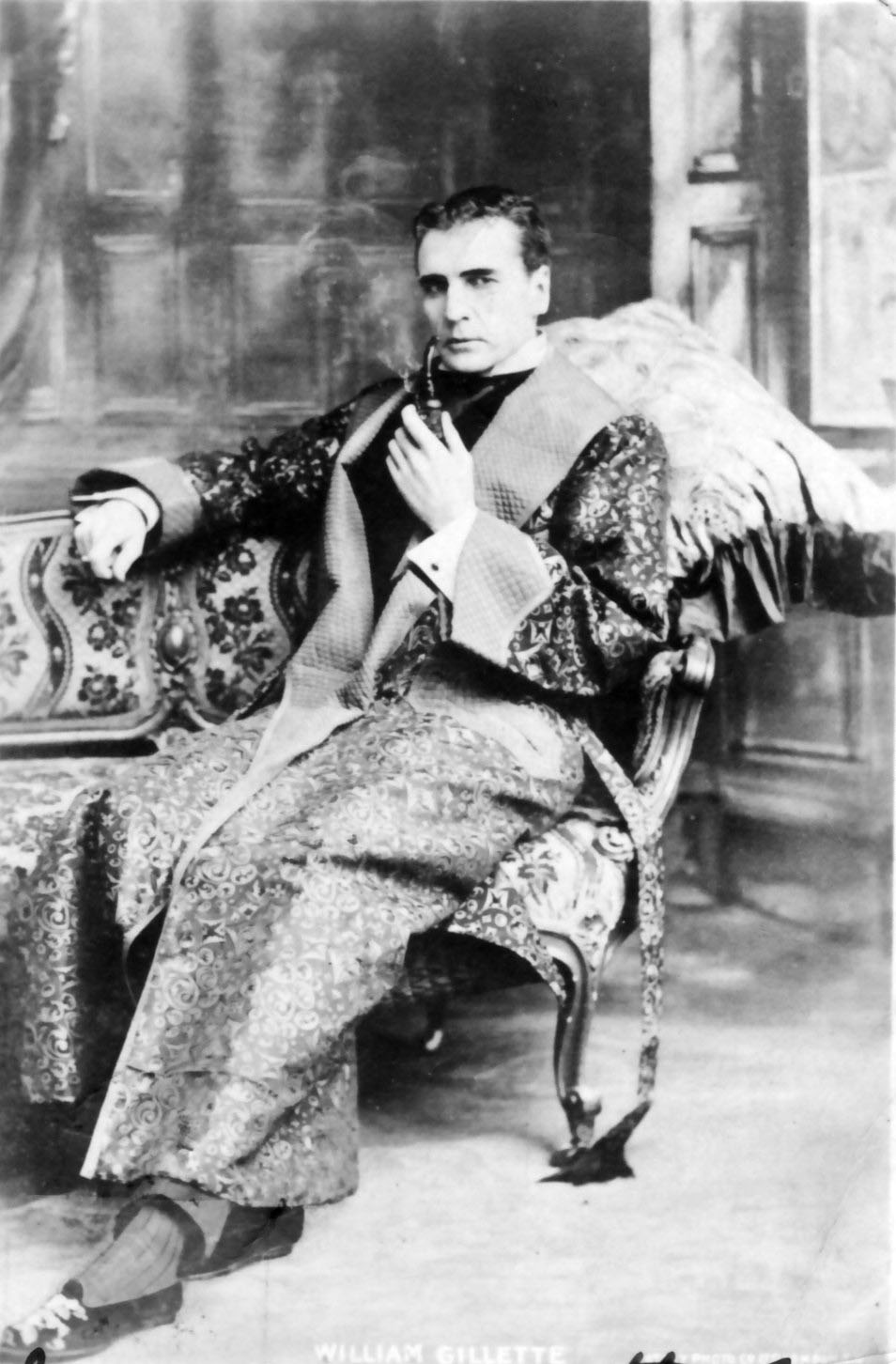
William Gillette als Sherlock Holmes

William Hooker Gillette (* 24. Juli 1853 in Hartford, Connecticut; † 29. April 1937 ebenda) war ein US-amerikanischer Schauspieler und Dramatiker, der vor allem als Sherlock Holmes zeitlebens Berühmtheit erlangte. 

## Biografie
William Gillette war eines von sechs Kindern von Francis Gillette und dessen Ehefrau Elizabeth Daggett Hooker, einer direkten Nachfahrin von Thomas Hooker. Einer seiner Brüder war das spätere Mitglied des US-Repräsentantenhauses Edward H. Gillette. Ein anderer Bruder, Robert Hooker Gillette, fiel im Januar 1865 während des Sezessionskriegs in Fort Fisher. Am 1. Juni 1882 heiratete er Helen Carroll Nichols, welche 1888 im Alter von 28 Jahren verstarb. Die Ehe blieb kinderlos und Gillette blieb für den Rest seines Lebens unverheiratet. 
Zusammen mit Frances Hodgson Burnett verfasste er 1883 ein Stück mit dem Titel Esmeralda.
1899 schrieb Arthur Conan Doyle zusammen mit William Gillette das Bühnenstück Sherlock Holmes: A Drama in Four Acts, in dem erstmals die Phrase „Oh, this is elementary, my dear fellow“ vorkommt, die zu einem geflügelten Wort wurde, als sie der britische Schauspieler Clive Brook im ersten Sherlock-Holmes-Tonfilm 1929 in der Version „Oh, this is elementary, my dear Watson“ wieder aufgriff. Gillette spielte auch als Sherlock Holmes die Hauptrolle in einigen Aufführungen des Stückes.
Für den Film Sherlock Holmes (1916, Regie Arthur Berthelet) schrieb Gillette das Drehbuch und spielte die Hauptrolle.  Dieser Film galt lange als vermisst, wurde 2014 wiederentdeckt und inzwischen wieder aufgeführt, sodass es nun wieder ein Zeugnis von Gillettes Darstellung des Holmes gibt. Gillettes außergewöhnliches, selbst gestaltetes Wohnhaus wurde nach seinem Tod als Gillette Castle zum State Park und zur Touristenattraktion.
1898 wurde er in die American Academy of Arts and Letters gewählt.

## Werke
- Held by the Enemy (1886)
- Secret Service (1896), verfilmt 1931 von J. Walter Ruben.
- The Immortal Sherlock Holmes, als Hörspiel 1938 umgesetzt von Orson Welles

## Filmografie (Auswahl)
- 1916: Sherlock Holmes (Drehbuch, Darsteller)